# Fizetővendég-szolgálat
A fizetővendéglátóhely egyéb kereskedelmi szálláshely, illetve idegenforgalmi célú magánszálláshely. 

## Működésének feltételei
Fizetővendéglátóhely hatósági nyilvántartásba vétel és osztályba sorolás, illetve minősítés nélkül nem működhet. 
A fizetővendéglátó szálláshelyet annak fenntartója, üzemeltetője minősíti, illetve sorolja osztályba. A fizetővendéglátó szálláshely osztályba sorolását minden, az arra és a minősítésre kiható ténybeli változás esetén, de ötévenként minden esetben felül kell vizsgálni, és újra osztályba kell sorolni, illetőleg újra kell minősíteni. Az ötéves időszakot a fizetővendéglátó hely esetében a szállásadónak a jegyző által történt hatósági nyilvántartásba vételétől, illetőleg az utolsó osztályba sorolástól, illetve minősítéstől kell számítani. A fizetővendéglátó szálláshely új osztályba sorolásakor, a 4. §-ban foglaltak szerint kell eljárni.
A fizetővendéglátó osztályba sorolását, illetve minősítését a szállásadó a szálláshely szerint illetékes települési önkormányzat polgármesteri hivatala jegyzőjének köteles bejelenteni.
Az idegenforgalmi célból hasznosított magánszálláshelyek osztályba sorolási, illetve minősítési követelményeit a 3. melléklet a 45/1998. (VI. 24.) IKIM rendelethez tartalmazza a következőképpen:

## A fizetővendéglátó szálláshely osztályba sorolási követelményei
Fizetővendéglátás a magánszálláshelyek idegenforgalmi célú hasznosításáról szóló 110/1997. (VI. 25.) Korm. rendeletben szabályozott magánszállásadói tevékenység.

### Egycsillagos fizetővendéglátó szálláshely
Az egycsillagos fizetővendéglátó szálláshelynek legalább a következő követelményeknek kell megfelelnie:
- Többemeletes házban lévő fizetővendéglátó szálláshely esetén: Lift: negyedik emelettől kötelező (a félemelet és a magasföldszint nem számít emeletnek).
- Ügyelet: a szállásadó vagy megbízottja biztosítja.
- A szobák nagysága:
  - Egyágyas: legalább 8 négyzetméter.
  - Egynél több ágyas: a további ágyanként 4-4 négyzetméter.
- Maximális ágyszám: 4 ágy szobánként.
- Bútorzat: asztal, az ágyszámnak megfelelő ülőalkalmatosság és ruhatárolási lehetőség, az ágybetét mérete legalább 90 x 190 cm.
- Szobák fűtése: hideg napokon (ha a kinti hőmérséklet nem haladja meg a 15 °C-ot) legalább 20 °C hőmérsékletre.
- Világítás: legalább egy központi (mennyezeti) lámpa (világítótest).
- Vizesblokk: a szállásadóval közös használatú fürdőszoba vagy mosdó, WC, WC-kefe tartóval, WC-papírtartó papírral, egészségügyi tasakkal.
- Ivóvízellátás: ha a lakásban található folyó víz fogyasztásra alkalmatlan, ezt fel kell tüntetni, és egyúttal a szállásadó gondoskodik az ivóvíz beszerzéséről.

### Kétcsillagos fizetővendéglátó szálláshely
Megfelel az egycsillagos fizetővendéglátó szálláshely követelményeinek a következő kiegészítésekkel:
- Maximális ágyszám: 3 ágy + 1 pótágy szobánként.
- Világítás: a központi világításon kívül helyi világítás biztosítása legalább a vendégágyaknál.
- Vizesblokk:Többletkövetelmény: elkülönített zuhanyozó és törülköző a vendégek részére. A törülköző és az ágynemű cseréje egyidejűleg történik.
- Ivóvízellátás: a vendégek részére kötelező ivóvizet biztosítani.
- Takarítás: 3 naponta, kivéve, ha a vendéggel kötött külön megállapodásból más következik.
- Ha a szállásadó reggeli vagy egyéb panziós étkeztetési szolgáltatást nyújt a vendégek részére, külön étkezőhelyiség kialakítása szükséges.

### Háromcsillagos fizetővendéglátó szálláshely
Megfelel a kétcsillagos fizetővendéglátó szálláshely követelményeinek a következő kiegészítésekkel:
- Lift: a negyedik emelettől kötelező.
- Maximális ágyszám: 2 ágy + 1 pótágy.
- Bútorzat:Többletkövetelmény: tükör, a vendégek részére külön hűtőszekrény és színes tv.
- Szobák fűtése: a vendég által szabályozható szobafűtés.
- Vizesblokk: a vendégek részére külön fürdőszoba és WC.
- Ágynemű- és törülközőcsere legalább 3 naponta.
- Takarítás: naponta, kivéve, ha a vendéggel kötött külön megállapodásból más következik.
- Telefon: telefonálási lehetőség a szálláshelyen belül.

## Külső hivatkozások
- Magyar Virtuális Enciklopédia